# 林孝埈
林 孝埈（りん こうじゅん、拼音: Lin Xiaojun、中国朝鮮語：림효준、1996年5月29日 -）は韓国・大邱出身の中国のショートトラックスピードスケート選手。

## 名前
中国国籍の取得に伴い、名前の漢字を林孝俊から林孝埈に変更した。

## 来歴
韓国・大邱広域市の出身で、桂城小学校、東北中高等学校、韓国体育大学、それぞれを卒業した。
現在、冬季オリンピックのショートトラックスピードスケート男子1500mのチャンピオンであり、同種目のオリンピック記録を保持している。
子どもの時、最初水泳を習ったが、綿棒で耳の鼓膜を破れ、手術を受けた後、水泳を断念した。小学2年生からにショットスケートを始めた。
2012年に開催された冬季ユースオリンピックでは、世界デビュー戦となった男子1000mで金メダルを獲得。
その後、2017-18シーズンのISUショートトラックスピードスケートワールドカップのブダペスト大会で1000mと1500mで優勝し、2018年の平昌冬季オリンピックの韓国代表に選ばれた。
オリンピックでは2010年の大会で記録されたイ・ジョンスの記録を上回る2分10秒485のオリンピック新記録を樹立し、金メダルを獲得した。

## 中国国籍取得の経緯
2019年、トレーニング中、チームの後輩のズボンを下ろすといった行為が強制的なわいせつ行為だったとして大韓氷上競技連盟から1年の資格停止処分などを受け、選手生活が厳しくなったことを背景に2020年末、中国への特別帰化をした。オリンピック憲章によると、2022年3月まで大韓体育会の同意なしには中国代表選手としては出場できない。